# チオグリコール酸アンモニウム
チオグリコール酸アンモニウム（チオグリコールさんアンモニウム、ATG）とは、チオグリコール酸とアンモニア水を中和したもので、チオグリコール酸の塩類の一つである。チオグリコール酸単品と比べると危険性は低い。パーマ液に配合されるほか、錆落としなどの洗浄剤として利用される。

## 概要
ケラチン蛋白質に含まれるシスチンのジスルフィド結合をメルカプト基に還元することで切断する。これにより蛋白質を分解する。
パーマで使用される還元剤の中では、ウェーブ効率がかなりよいとされる。ただし、パーマ液には還元剤以外にもアルカリ剤が一緒に含まれているので、ウェーブ効率は還元剤の濃度やアルカリ剤の種類によっても変わってくる。チオグリコール酸アンモニウムは安定性が高いため、高pH(高アルカリ)で効果の強い薬剤を作ることができる。
アンモニアの揮発性が高いため、1剤放置中の時間経過によりpHが低下するので過剰反応がおきにくいが、揮発したアンモニアにより刺激臭がする。
ウェーブパーマや縮毛矯正など、強い還元剤が必要な際によく使用される。また、陥入爪の治療薬として治験が進められている。
その他、除錆剤や自動車のホイールなどの鉄粉除去剤としても用いられる。鉄粉の付着原因となっている錆を還元することで溶かし、鉄粉を分離させる。この際、ブレーキダストは紫色に変色するため、洗浄の目安となる。